# Pongsri Woranuch
Pongsri Woranuch (in tailandese: ผ่อง ศรี วร นุช) (Distretto di Manorom, 5 giugno 1939 – Bangkok, 6 aprile 2025) è stata una cantante e musicista thailandese.

## Biografia
Fu una star già prima del 1950 con l'orchestra del Suraphon Sombatjalern, praticando la musica nello stile del Luk Thung. Ben presto divenne la prima cantante ad essere chiamata "regina del Luk Thung". Seppe fondere lo stile della musica popolare tradizionale thailandese con la musica proveniente dall'estero, tra cui vari generi dell'Asia orientale, musica latinoamericana, musica country e colonne sonore cinematografiche. Insieme a Suraphon Sombatjalern, fu una delle più importanti praticanti di questo genere. Nel 1992 divenne la seconda artista luk thung insignita del titolo di Thai National Artist.
Morì a Bangkok il 6 aprile 2025 all'età di 85 anni per una malattia polmonare.

## Discografia
- Chan Hen Jai Khun Leaw (ฉันเห็นใจคุณแล้ว)
- Duan Phit Sa Wat (ด่วนพิศวาส)
- Noi Jai Rak (น้อยใจรัก)
- Khuen Nee Phee Non Kab Krai (คืนนี้พี่นอนกับใคร)
- Phuket (ภูเก็ต)
- Sa Li Ka Luem Prai (สาริกาลืมไพร)